# Boswolfsklauw
De boswolfsklauw (Diphasiastrum zeilleri), is een plant uit de wolfsklauwfamilie.
Van deze soort is de status niet geheel duidelijk. Het taxon werd oorspronkelijk beschreven als een ras of een kruising van de vlakke wolfsklauw (Lycopodium complanatum), een soort die in latere publicaties uiteenviel in een aantal ondersoorten, die door sommige auteurs dan weer als aparte soorten worden beschouwd.
De boswolfsklauw komt voor in open bossen op kalkarme bodem in gematigde en subarctische delen van Europa en Noord-Amerika.
In de Benelux kwam de soort enkel voor in Wallonië, meer bepaald op enkele geïsoleerde vindplaatsen in de Hoge Ardennen. Anno 2018 komt ze in België enkel nog voor in een tuin in het Vlaams Gewest waarvan de Koning Boudewijnstichting legataris is.